# مارينا فلادي
كاثرين مارينا بولياكوف بايداروف (بالفرنسية: Catherine Marina de Poliakoff-Baïdaroff)‏ تدعى مارينا فلادي (بالفرنسية: Marina Vlady)‏، هي ممثلة ومغنية وكاتبة فرنسية، ولدت في 10 مايو 1938 بمدينة كليشي في فرنسا.

## روابط خارجية
- مارينا فلادي على موقع IMDb (الإنجليزية)
- مارينا فلادي على موقع روتن توميتوز (الإنجليزية)
- مارينا فلادي على موقع مونزينجر (الألمانية)
- مارينا فلادي على موقع ألو سيني (الفرنسية)
- مارينا فلادي على موقع ميوزك برينز (الإنجليزية)
- مارينا فلادي على موقع تيرنر كلاسيك موفيز (الإنجليزية)
- مارينا فلادي على موقع أول موفي (الإنجليزية)
- مارينا فلادي على موقع قاعدة بيانات الأفلام السويدية (السويدية)
- مارينا فلادي على موقع ديسكوغز (الإنجليزية)
- مارينا فلادي على موقع قاعدة بيانات الفيلم (الإنجليزية)